# Caloptilia alchimiella
Caloptilia alchimiella là một loài loài bướm thuộc họ Gracillariidae. Loài này có ở châu Âu và Cận Đông.
Sải cánh từ 10–13 mm. Loài bướm này bay từ tháng 5 tới tháng 7 tùy địa điểm.
Ấu trùng ăn các loài Quercus, Castanea sativa và Fagus sylvatica.

## Hình ảnh

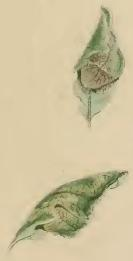
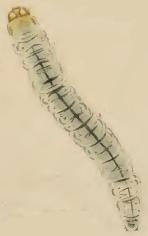
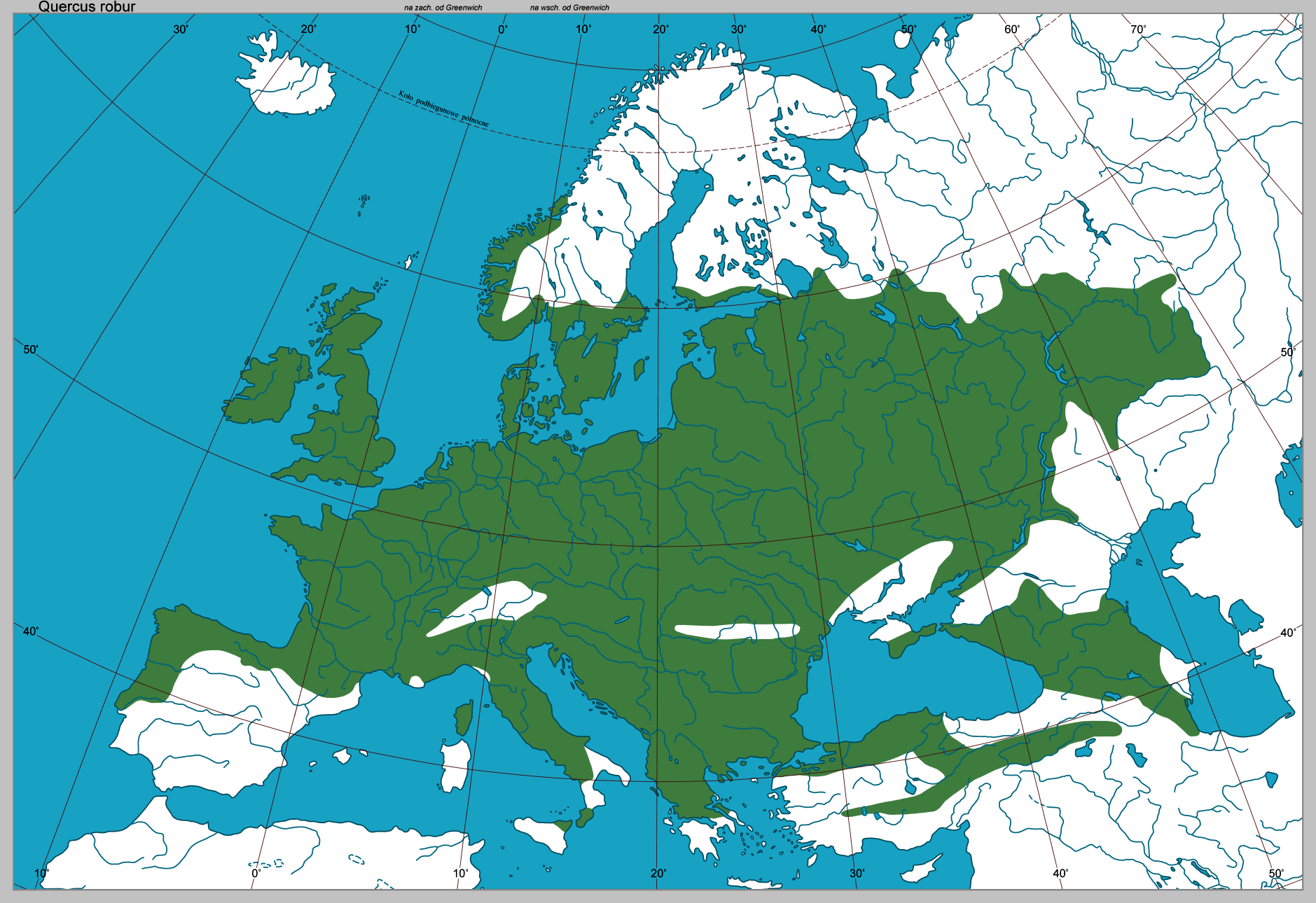